# 岡山市立高田小学校
岡山市立高田小学校（おかやましりつ たかたしょうがっこう）は、岡山県岡山市北区にかつて存在した公立小学校。2011年（平成23年）に廃校となり、岡山市立蛍明小学校となる。

## 沿革
- 1965年（昭和40年）4月、吉備郡足守町立岩田小学校と日近小学校が統合し、吉備郡足守町立高田小学校となる。同年9月に現在地に移転
- 1971年（昭和46年）、岡山市に合併し、岡山市立高田小学校と改名する。
- 1989年（平成元年）、新校舎となる。
- 2011年（平成23年）、岡山市立大井小学校、岡山市立福谷小学校と統合し、岡山市立蛍明小学校となる。

## 教育目標
- かんがえる子
- やさしい子
- がんばる子

## 進学先中学校
- 岡山市立足守中学校

## ロケ地
1987年（昭和62年）、朝間義隆監督による映画「二十四の瞳」の撮影が行われた。